# Piotr Myszor
Piotr Myszor (ur. 4 października 1980 roku w Tychach) – polski piłkarz. W piłce występował m.in. w GKS-ie Tychy, a w futsalu reprezentuje GKS Futsal Tychy.

## Kariera klubowa

### Piłka nożna
Myszor zaczynał swoją karierę piłkarską w MOSM Tychy. Później trafił do GKS-u Tychy 71. Jego największym sukcesem piłkarskim jest awans do jednej ósmej finału Pucharu Polski w 2007 roku po wyeliminowaniu w karnych Odry Wodzisław Śl. W następnej rundzie GKS uległ Wiśle Kraków 1:3.

### Futsal
Piotr Myszor w futsalu grał w klubach Skała Inter Tychy i Rodakowski Tychy. W 2007 r. trafił do GKS Jachym Tychy 71.

## Reprezentacja Polski w futsalu
Myszor pierwszy raz został powołany do kadry na zgrupowanie w Szczyrku (16.04. - 23.04.). Piotr Myszor został również powołany na dwumecze towarzyskie z Białorusią, które odbyły się 16 maja (Chojnice) i 17 maja (Suwałki) oraz z Serbią. Mecze te odbyły się 20 i 21 czerwca w Belgradzie. W tym meczu po raz pierwszy wpisał się na listę strzelców. 7 września 2007 roku został powołany na mecze z Włochami (24 i 25 września) w Bolonii. Myszor zagrał w drugim meczu. Następne powołanie piłkarz dostał na dwumecz z Mołdawią. Mecze odbyły się 6 i 7 listopada. Myszor wystąpił w pierwszym spotkaniu. Później Piotr Myszor został powołany na dwumecz z Litwą (4 i 5 grudnia 2007 r.). Myszor zagrał w pierwszym spotkaniu, po czym pojechał do Tychów.

### Mecze w reprezentacji
- Polska 4-5 Białoruś
- Serbia 4-2 Polska (g)
- Włochy 5-1 Polska
- Polska 3-1 Mołdawia
- Polska 5-3 Litwa

(g) - gol